# Apenburg-Winterfeld
Apenburg-Winterfeld é um município da Alemanha, situado no distrito de Altmarkkreis Salzwedel, no estado de Saxônia-Anhalt. Tem 272,51 km² de área, e sua população em 2019 foi estimada em 7.580 habitantes. Foi fundado, em 1 de julho de 2009, após a fusão dos antigos municípios de Apenburg, Winterfeld e Altensalzwedel.